# Give Me Your Soul...Please
"Give Me Your Soul... Please" är den danska hårdrockaren King Diamonds hittills senaste album. Den släpptes 29 juni 2007.

## Låtlista
Alla texter av King Diamond. Musik angiven nedan.
1. "The Dead" (Diamond) – 1:56
2. "Never Ending Hill" (LaRocque) – 4:36
3. "Is Anybody Here?" (Diamond) – 4:12
4. "Black of Night" (LaRocque) – 4:00
5. "Mirror Mirror" (Diamond) – 4:59
6. "The Cellar" (LaRocque) – 4:30
7. "Pictures in Red" (LaRocque) – 1:27
8. "Give Me Your Soul"(LaRocque) – 5:28
9. "The Floating Head" (LaRocque) – 4:46
10. "Cold as Ice"(Diamond) – 4:29
11. "Shapes of Black"(Diamond) – 4:22
12. "The Girl in the Bloody Dress" (Diamond) – 5:07
13. "Moving On" (Diamond) – 4:06

## Medverkande
- Sång: King Diamond
- Sång: Livia Zita
- Gitarr: Andy La Rocque
- Gitarr: Mike Wead
- Bas: Hal Patino
- Trummor: Matt Thompson